# Bernhard von Mallinckrodt

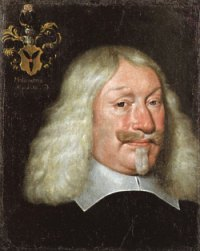
Bernhard von Mallinckrodt, 1650

Bernhard von Mallinckrodt (auch: Bernard von Malinkrot; * 29. November 1591 in Ahlen; † 7. März 1664 auf Burg Ottenstein) war Domdechant in Münster, wurde exkommuniziert und starb in Haft. Im Bücherverzeichnis seiner umfangreichen Bibliothek ist zum ersten Mal der Begriff Inkunabel für die frühen Drucke bis 1500 nachgewiesen.

## Leben und Wirken

### Herkunft
Bernhard von Mallinckrodt entstammte als Sohn des Heinrich von Mallinckrodt zu Küchen und Dahlhausen (1548–1628) und dessen Gemahlin Remberta von Krevet zu Alfen († 1625) dem westfälischen Adelsgeschlecht von Mallinckrodt aus der Grafschaft Mark, benannt nach dem Stammsitz Burg Mallinckrodt. Sein Elternhaus war protestantisch geprägt. Sein Bruder Heinrich (1590–1649) war Domvikar in Münster und Domkantor in Osnabrück, Eberhard (vor 1600–1658) Domkantor und Domkellner in Münster. Sein Neffe Bernhard († 1676) Domherr in Münster.
Zunächst studierte Bernhard in Osnabrück und Minden, anschließend in Helmstedt, Marburg und zuletzt in Köln. Dort trat er am 11. März 1616 zum katholischen Glauben über.

### Aufstieg

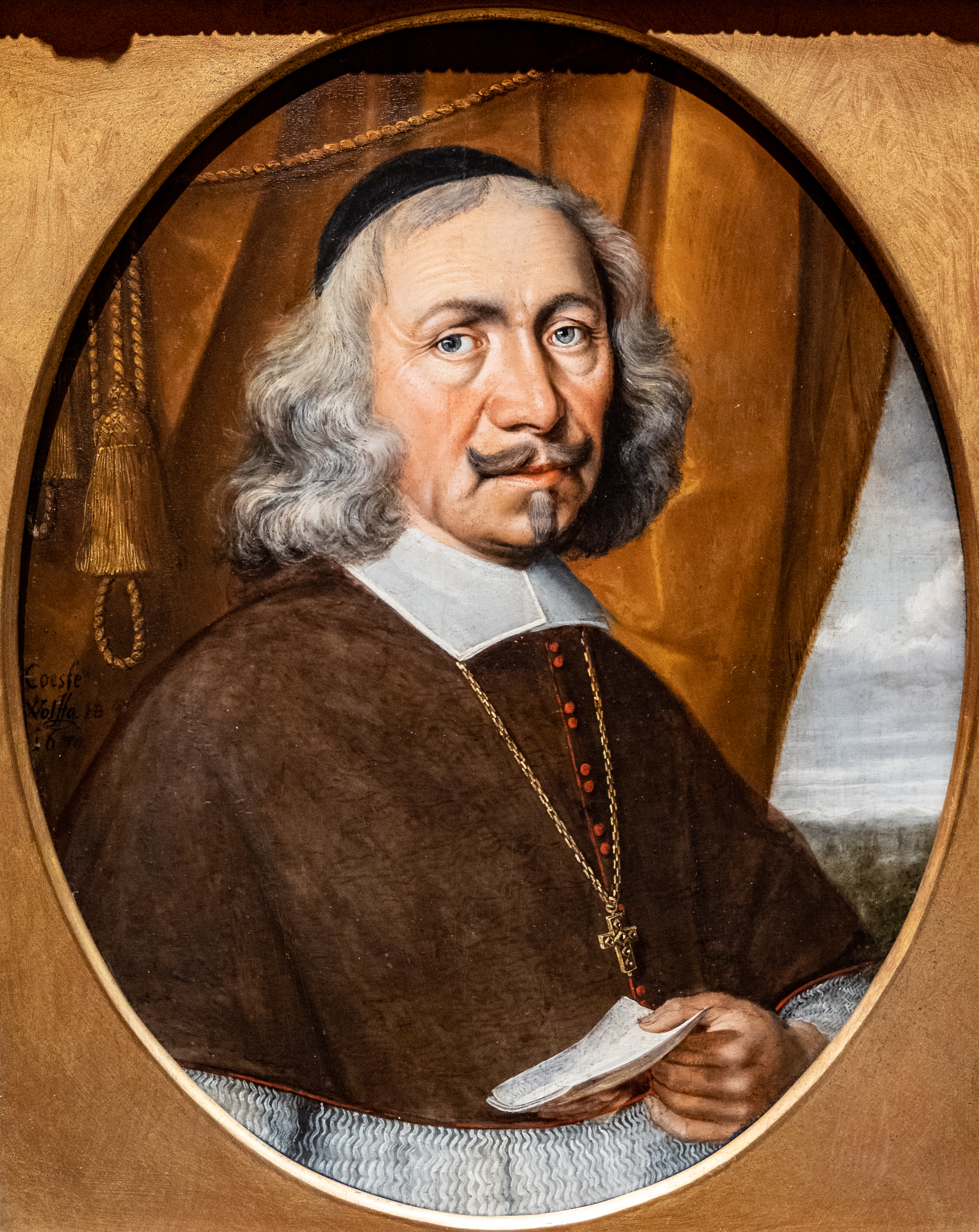
Fürstbischof Christoph Bernhard von Galen (1606–1678)

Nach einem Aufenthalt in Rom von 1618 bis 1622 ging von Mallinckrodt nach Münster, wo er unterdessen zum Domherrn ernannt worden war. 1623 erhielt er die Beförderung zum Domdechanten.
Als im Jahr 1650 der Bischofsstuhl neu zu besetzen war, stellte sich Bernhard von Mallinckrodt zur Wahl, die sein Konkurrent Christoph Bernhard von Galen gewann. Von Mallinckrodt legte gegen diese Entscheidung Protest ein in Rom und beim Kaiser. Papst und Kaiser bestätigten jedoch die Wahl von Galens. Von Mallinckrodt verweigerte daraufhin die Anerkennung des neuen Bischofs und wurde am 6. März 1652 von Chor, Kapitel, Offizium und Benefizium, den Einkünften seiner Pfründe, ausgeschlossen. Seine wiederholten Eingaben bei Papst und Kaiser wurden abgelehnt. Dennoch verfolgte Bernhard von Mallinckrodt seine Beschwerdeführung weiter und wurde infolgedessen am 26. August 1654 von Fürstbischof von Galen exkommuniziert.
Davon unbeeindruckt, versuchte von Mallinckrodt nunmehr, das Volk für seine Sache zu gewinnen. Das Bekanntwerden seiner bevorstehenden Verhaftung am 7. Oktober 1654 verursachte einige Tumulte, in deren Schutz er nach Köln entkam.

### Fall
Mallinckrodts Aktivitäten hatten unterdessen zu einem Konflikt zwischen Bürgerschaft und Fürstbischof geführt, nach dessen Beilegung am 25. Februar 1655 die Absetzung von Mallinckrodts beschlossen wurde. Dennoch kehrte von Mallinckrodt im Juli 1657 nach Münster zurück, wo er kurze Zeit später von fürstbischöflichen Soldaten verhaftet, auf der Burg Ottenstein in Gewahrsam gesetzt wurde und dort bis zu seinem Tod 1664 verblieb. Kurz bevor er starb, wurde seine Exkommunikation aufgehoben.

## Bedeutung
Bernhard von Mallinckrodt wurde eine große Gelehrsamkeit bescheinigt und ein immenses Gedächtnis. Man kolportierte, „er sei im Stande gewesen, gantze Bücher, wo sie in der Welt verloren giengen, durch desselben Hülffe zu ersetzen“, obwohl er „fast alle Tage bis in den Abend mit lauter Gastereyen zuzubringen pflegte“.
Von Mallinckrodt besaß eine umfangreiche Bibliothek, die 1720 in Münster öffentlich versteigert wurde; der Katalog wies 5355 Nummern auf. In dem Verzeichnis, das von Mallinckrodt von seinen Büchern angelegt hatte, gebrauchte er im Zusammenhang des Ursprungs der ars typographica für seine bis zum Jahr 1500 gedruckten Bücher das lateinische Wort incunabulae, das im Singular Wiege oder Windel bedeutet. Das Bücherverzeichnis gilt als erster erhaltener Beleg für den Begriff Inkunabel als Bezeichnung für Drucke seit Gutenberg bis zum Jahr 1500. Ein autobiographisches Manuskript befindet sich – laut ADB – in Münster.